# Universidad Estatal de los Urales
La Universidad Estatal de Los Urales (en ruso: Уральский государственный университет, abreviado por sus siglas USU, УрГУ) es una institución de enseñanza superior situada en Ekaterimburgo, Federación de Rusia, y la principal universidad pública de la ciudad. Fue fundada en 1920 como  un establecimiento educativo exclusivo constituido por varios institutos (divisiones educativas y científicas) que se convirtieron más adelante en universidades independientes y escuelas. 

## Historia
Fundada en 1920, la Universidad recibió el nombre de uno de sus fundadores, el escritor ruso Maxim Gorki. Es la segunda universidad más antigua de la región del Ural (la más antigua es la Universidad Estatal de Minas de los Urales) y una de las universidades más prestigiosas de Rusia, preparando a sus alumnos en investigación, educación y élite empresarial sobre la base de la integración de los procesos académicos y de investigación científica. Ofrece educación en decenas de campos científicos y educativos, incluyendo 53 programas de posgrado. En 2007 fue elegido Dmitri Bugrov como nuevo rector, mientras que el titular Vladímir Tretyakov tomó el cargo de Presidente, en representación de la Universidad en los asuntos internacionales.
La USU está organizado en 95 grados y 14 departamentos. Estos son Biología, Periodismo, Culturas y Artes, Historia, Matemáticas y Mecánica, Politología y sociología, Psicología, Física, Filología, Filosofía, Relaciones públicas, Química, Relaciones exteriores y Economía. Entre los profesores de la Universidad hay 18 académicos de la Academia de Ciencias de Rusia.
La Universidad cuenta también con el Liceo Archivado el 14 de febrero de 1998 en Wayback Machine., la Escuela Italiana Leonardo, el instituto de Física y Matemática Aplicada, el Instituto Interregional de las Ciencias Sociales, el Instituto Ruso-Americano de Economía y Empresa, el Instituto de Gestión y Emprendimiento, un centro de educación a distancia, la Instituto de Cultura de Rusia, un observatorio, un jardín botánico, una biblioteca científica con más de 1.200.000 volúmenes, una editorial, varios museos, una cátedra especial del ruso como lengua extranjera, un laboratorio de aprendizaje electrónico de lenguas extranjeras, y ofrece cursos de actualización y Institutos de Educación Superior y Formación.
Cada año, la Universidad Estatal de los Urales organiza las Conferencias Demídov, una serie de conferencias impartidas por los ganadores del Premio Demídov (véase Demídov).
Desde 2010, la Universidad ha pasado a ser la Universidad Federal de los Urales, debido al decreto del Presidente de la Federación de Rusia de número 1.172 del 21 de octubre de 2010. La Universidad fue fusionada con la Universidad Técnica Estatal de los Urales.